# Charles Pitts
Charles "Skip" Pitts (Washington, D.C., 7 de abril de 1947 – 1 de maio de 2012) foi um guitarrista de soul e blues americano. Ele é mais conhecido por seu distintivo estilo "wah-wah", um destaque especial em Theme from Shaft de Isaac Hayes, trilha sonora do filme Shaft de 1971. É considerado como tendo sido um dos arquitetos do soul, R&B, e da guitarra funk.
Pitts morreu de câncer em Memphis, Tennessee, em 1 de maio de 2012, aos 65 anos.